# Ingresja morza
Ingresja morza, ingresja morska – jest to proces polegający na zalewaniu nisko położonych obszarów lądowych, np. depresji przez morze w wyniku podnoszenia się poziomu wód albo też obniżania lądu.
W geomorfologii ingresja morza jest czynnikiem wpływającym na kształtowanie się brzegów morskich. W wyniku ingresji morskiej tworzą się linie brzegowe: dalmatyńskie, riasowe, fiordowe, lobowe oraz limanowe.
Ingresja wód morskich oznacza także wdzieranie się słonych wód w obręb słodkich wód śródlądowych.